# توماس س. شارب
توماس س. شارب (بالإنجليزية: Thomas C. Sharp)‏ هو محامي وقاضي وصحفي أمريكي، ولد في 25 سبتمبر 1818 في ماونت هولي ‏ في الولايات المتحدة، وتوفي في 9 أبريل 1894.